# 장선영 (아나운서)
장선영(1985년 1월 20일 ~ )은 대한민국의 아나운서, 방송인이다.

## 학력
- 서울대학교 불어불문학과 언어학 석사 졸업
- 경희대학교 컨벤션전시경영학 박사 재학중

## 경력
- 2012년 한국경제TV 아나운서
- 아름다운컴퍼니 대표
- 2020년 연세대학교 글로벌창의 융합대학 경영학부 교수

## 방송
- 2012년 마이스광장
- 2018년 부동산빅데이터연구소
- 한국경제신문사 - 29초 국제영화제 프리젠터 및 MC
- ‘파워인터뷰 The CEO', ’부동산 빅데이터 연구소‘ 진행
- 국내 최초 마이스 전문 프로그램 기획 및 진행
- 한국외환은행 홍보부 - 아나운서
- 제6-7회 전국동시지방선거 후보자토론회 TV 생방송 진행자
- OBS(TV), CJ hello(TV), BTN 불교방송(라디오), SBS(TV) 방송 진행 및 다수의 정책토론회, 토크콘서트 진행

## 강의 경력
- 2018, MICE 취업 고민해결 119 / 기조연설 강연
- 2018, 경희대, 건국대 특강 다수 / MICE 취업 관련
- 2018, 동덕여대 특강 2회 / 프레젠테이션 관련
- 2018, 한국외대, 숙명여대, 단국대 강의 / MICE 취업 관련
- 2018, 중장년층 MICE업계 재취업 특강 / 고양컨벤션뷰로
- 2017, 서울여대, 세종대, 가천대 여름학기 강의 / MICE 취업 관련

## 행사 진행 경력
- 에너지업계 신년인사회 / 장관행사
- 평창 올림픽 Wonju Winter Dancing Carnival / 10일간 진행 (영어)
- 평창 올림픽 기자회견 / 강릉미디어센터 (영어)
- 평창 올림픽 ‘Olympop Concert’ / 한국관광공사 (영어)
- 모의 콘텐츠 분쟁조정 대회 / 문화체육관광부 외
- 아프리카개발은행 홍보대사 위촉식 및 서포터즈 발대식 / 기재부, 부총리행사
- The Greatest Top Class / 현대자동차
- ASEAN-ROK Capacity Building Training Program / 국토부 (영어)
- 조종사 양성을 위한 상호양해각서 체결식 / 국토부, 장관행사
- 한국VRAR콘텐츠협회 창립기념 강연회 / 국회, 국회의원행사
- 세계유소년태권도선도단 창단식 / 국기원
- 세계컨시어지협회 총회 ‘한국관광’ PT / 한국관광공사 (영어)
- 아프리카 개발은행 연차총회(AFDB) KOAFEC 민관협력포럼
- 아프리카 개발은행 연차총회(AFDB) K-culture presentation (영어)
- 아프리카 개발은행 연차총회(AFDB) Cultural night (영어)
- ASK summit 이틀간 진행 (영어)
- 창립 6주년 아프로존 글로벌 컨벤션 / 아프로존
- 한경 주식투자 강연회 / 한국경제신문
- 한국관광전 개막식 및 오찬 (한/영)
- 기아 스타어워즈 / 기아자동차
- Korea Luxury Travel Mart / 한국관광공사 (영어)
- 국제 어업권 회의 (영어)
- NYIOP Korea casting audition / Nyiop (영어)
- 비씨카드 한경 레이디스컵 시상식
- 부천국제애니메이션페스티벌(BIAF) 기자회견
- 부천국제애니메이션페스티벌(BIAF) 개·폐막리셉션
- 국제 테스티네이션 경쟁력 포럼 / 고양시 (영어)
- 대한민국 국제 물주간 개막식 및 포럼 / 대구시 (영어) 장관행사
- 지적포럼 / 국토부
- FALL IN CINEMA (2일간 진행) / Coex
- 더 스토리 콘서트 with 원동연, 안젤라 강 / 한국콘텐츠진흥원
- 캠퍼스 특허전략 유니버시아드 시상식 / 공학한림원
- 3.1운동 및 대한민국 임시정부수립 100주년 홍보탑제막식 장관행사
- 대한민국 안전산업박람회 개막식 / 행정안전부 장관행사
- 빅데이터 컨퍼런스 / 행정안전부 외, 차관행사
- 에너지업계 신년인사회 / 장관행사
- Ecotourism and Sustainable tourism Conference / 시장행사(영어)
- 서울국제생활예술오케스트라 창단 및 선언식 / 시장행사 (한/영)
- 전시산업계 신년인사회 / 장관행사
- 서울안보대화 리셉션 및 폐막식/ 국방부, 장관행사 (한/영)
- 지상군페스티벌 개회식 / 육군본부, 참모총장 및 도지사 행사
- 실크로드 청년 문화교류 대장정 / 경상북도 외, 도지사 행사
- HR포럼(인재포럼) 환영리셉션 및 개회식, 세션 / 총리행사 (한/영)
- WEC국제에너지심포지엄 / WEC위원회 (영어)
- 한이음엑스포 개회식 및 시상식 / 과학기술정보통신부, 장관행사
- 서울국제생활예술오케스트라 선언식 / 서울시, 시장행사 (한/영)
- 대한민국 관광기념품 공모전 수상작 시상식 / 한국관광공사
- Smart Geospatial Expo 스마트 국토엑스포 / 국토부,장관행사(영어)
- 기록ON 방송_국가기록원장 토크쇼 / 국가기록원, 기록원장 행사
- 경주 관광 활성화 컨퍼런스 / 경주시, 국회의원 행사
- 강원도 29초영화제 / 강원도, 한국경제신문, 도지사 행사
- 서울지역 수출기업 타운홀 미팅 / 중소기업청, 청장행사
- Global HR Forum(글로벌인재포럼) / 교육부, 대통령행사 (한/영)
- 한중일 문화장관회의 / 문화체육관광부, 3국 장관행사
- 제20대 국회의원선거 후보자 토론회 진행 / 인천시, 선거관리위원회
- Global HR Forum / 교육부 외, 대통령행사 (한/영)
- 캠퍼스 특허전략 유니버시아드 / 특허청 외, 특허청장행사